# NGC 5609
NGC 5609 ist eine 15,7 mag helle Spiralgalaxie mit ausgeprägten Emissionslinien vom Hubble-Typ „Sa“ im Sternbild Bärenhüter am Nordsternhimmel.  Sie ist schätzungsweise 1,4 Milliarden Lichtjahre von der Milchstraße entfernt und hat einen Durchmesser von etwa 160.000 Lj.
Im selben Himmelsareal befinden sich u. a. die Galaxien NGC 5580, NGC 5613, NGC 5614, NGC 5615.
Das Objekt wurde am 1. März 1851 von Bindon Stoney, einem Assistenten von William Parsons, entdeckt.